# ココロノオト
『ココロノオト』は、日本の女性歌手・有安杏果による1枚目のアルバムである。本作は2017年10月11日にEVIL LINE RECORDSから発売された。本項ではアルバム発売直後に開催された仙台および日本武道館での有安によるライブ公演と、日本武道館でのライブ・パフォーマンスを記録した映像作品『ココロノセンリツ 〜feel a heartbeat〜 Vol.1.5 LIVE』についても詳述する。
アイドルグループ・ももいろクローバーZの一員として音楽活動を展開していた有安が、2016年中盤から開始した単独ライブ公演で披露するために制作した楽曲群が本作に収録されている。音楽誌『CDJournal』によればポップ・ミュージックで構成された1枚で、収録曲の半数程度を有安自身が作詞・作曲を行った。そのうち「ヒカリの声」・「色えんぴつ」・「Catch up」の3作品にはミュージック・ビデオも制作された。
本アルバムは発売後、日本国内のオリコンやBillboard JAPANによる音楽チャート上で最高4位を記録し、音楽誌『ミュージック・マガジン』が選出したベスト・アルバム2017「Jポップ/歌謡曲」部門において第6位を獲得している。

## 背景

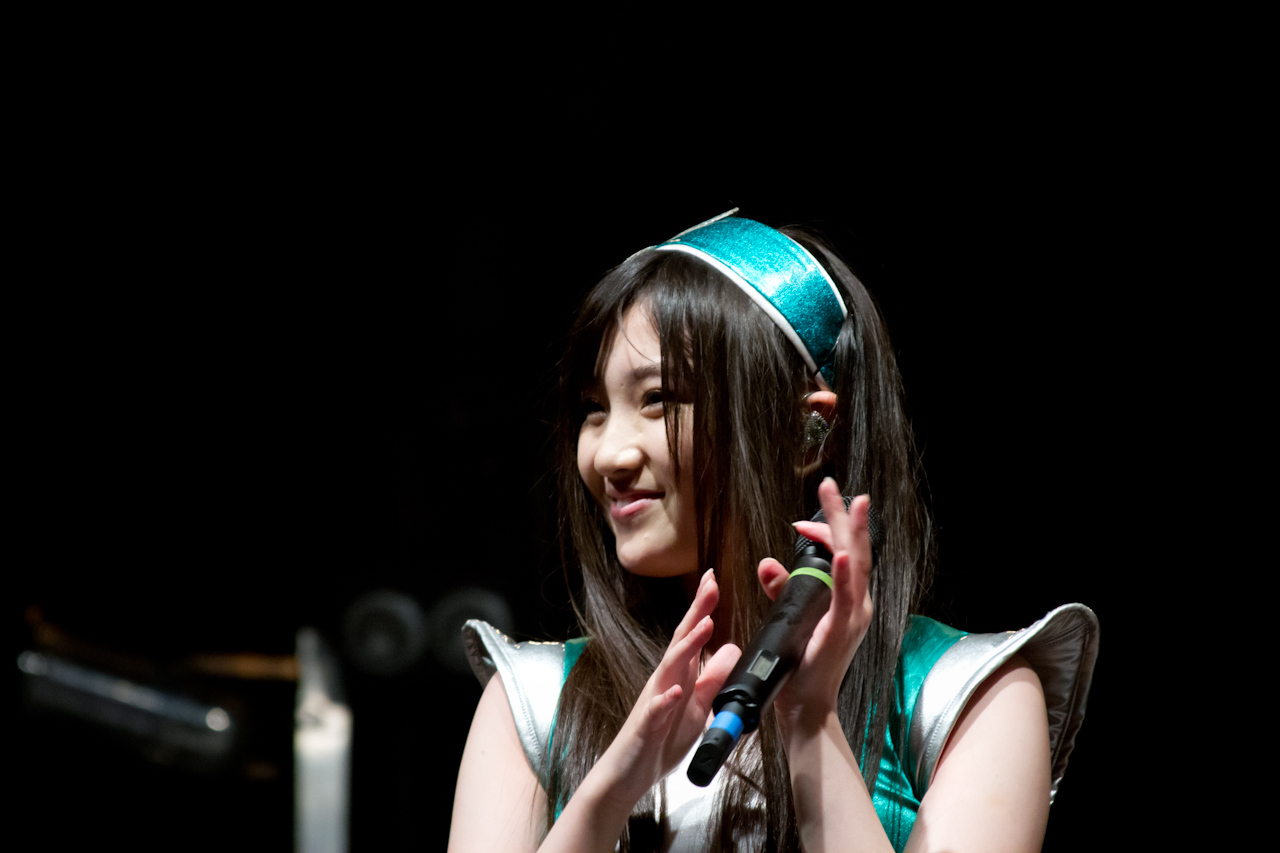
ももいろクローバーZの一員として音楽活動を行っていた有安
（Japan Expo 13にて2012年7月5日撮影）

有安杏果は幼少の頃から芸能活動を行い、2009年からはアイドルグループ・ももいろクローバー（のちのももいろクローバーZ）のメンバーとして音楽活動を行っていた。同グループのメンバーが各々ソロでの活動を展開させていく中で、有安も単独でのライブ・イベント「ココロノセンリツ 〜Feel a heartbeat〜 Vol.0」（2016年7月開催）を皮切りにソロでの表現活動に挑戦し始めた。有安には自身の音楽活動において既存曲に頼るばかりではなく、自らの手で作り上げた音楽を推し出したいという思いがあり、主催したライブ・イベントのために1年近く掛けて書き溜めてきた楽曲が本アルバムに収められた。これについて有安は「私がそのときどきに思ってた心の声や音だったり、いろんな感情が詰まった1つの作品」になったと述べている。有安にとってソロで歌手活動を行い、CD作品をリリースすることは幼少期からの夢であった。本作の発売によって有安は自身の夢を実現するに至った。

## 構成と制作
本アルバムに収められた楽曲は計15曲で、曲順は有安自身の変化を感じ取ってもらいたいという思いをこめて、制作順に収録された。収録曲のうち「心の旋律」・「feel a heartbeat」・「Another story」・「Drive Drive」・「裸」の5曲については2016年7月に開催された有安のソロライブ「ココロノセンリツ 〜Feel a heartbeat〜 Vol.0」で販売されたCD『ココロノセンリツ♪ feel a heartbeat』に収録されていた。そのほか楽曲「小さな勇気」も同年11月にダウンロード配信によってリリースされており、最終曲「ありがとうのプレゼント」はライブ公演での歌唱音源を収録した Bonus Track の扱いとなっている。残りの8曲は本作が初収録となった。
収録曲のうち、およそ半分の作品で有安が作詞・作曲を手掛けた。このうち、楽曲「feel a heartbeat」は有安が多保孝一からの指南を受けながらギターでメロディラインを決定し曲作りが行われた。「feel a heartbeat」以外の作品は、主に有安が思い浮かんだ旋律を鼻歌でiPhoneに記録し、それを修正するといった手順で作曲が行われた。それぞれの歌詞は作曲作業と並行して作ったものや、有安が日頃ノートに書き留めていた言葉を採用していくことで形にした。本アルバムのタイトル「ココロノオト」にはその詞を書き連ねたノートの名前「心ノート」の意味を含ませているという（ちなみに、本作品のジャケットでは、印刷面の右下に小さく印字された「ココロノオト」の「オ」の横棒の色だけを意図的に変えることで、作品名に当該「心ノート」の意味を含ませたものであることが象徴的に表現されている）。有安が関わった楽曲のうち、1曲目の「心の旋律」は有安が中高生の頃に喉を痛めて声を出せなかった時期の心情が描写された。続く「Catch up」は有安が大学1年の時に知人と作ったものを音楽ユニット・OSTER projectの助けを借りてアレンジした作品で恋心をテーマに制作しているという。3曲目の「ハムスター」は有安が初めて一人で作曲に挑戦した作品に当たる。4曲目の「ペダル」では日常のルーティーンを表現した内容となっている。アルバム表題曲に当たる「ヒカリの声」ではソロでのライブを始めたばかりの有安がステージに登壇するまでに感じた苦難が歌詞に込められている。
一方、作詞・作曲のクレジットに有安の名前が入っていない作品群は、有安が自身のプロデューサーを通してそれぞれの音楽家に制作依頼を出したことで実現した。その大部分の作品は担当する音楽家との打ち合わせを行い、楽曲のイメージを共有することで制作方針を固めたという。
伴奏のレコーディングやミックスダウンには有安が立会った作品もあり、楽曲「遠吠え」をはじめとしてその場で彼女のディレクションが反映された。楽曲「ハムスター」以外の作品ではいわゆる自動演奏ではなく、楽器の生演奏が収録された。また、有安によれば10曲目の「遠吠え」までの楽曲は全て自身の気持ちを曲に落とし込む形で制作されたが、11曲目以降の楽曲には他人への思いも込めるようにして曲作りを行ったという。特に「小さな勇気」には東日本大震災と熊本地震に対するチャリティーソングとして作られた背景がある。

## リリースとプロモーション
アルバム『ココロノオト』の制作発表についての情報は、2017年7月20日に実施された有安のライブ・ツアー「ココロノセンリツ 〜Feel a heartbeat〜 Vol.1」最終公演におけるアンコールで初めて解禁された。その後、同年9月9日に有安がLINE LIVE上で配信した番組の中でアルバムの収録内容や発売形態に関する情報が発表された。それから10月上旬にかけて、以下のようにアルバムに関連した情報が順々に解禁されていった。まず9月中旬にアルバムのジャケットおよび購入特典の内容を発表し、次いでアルバム収録曲のミュージックビデオをインターネット上で公開した。その後、有安がライブ・イベントで本作の収録曲を歌った際の様子をまとめたダイジェスト映像 (TRAILER MOVIE) を発表している。発売日の前日には収録曲である「feel a heartbeat」を有安がパフォーマンスした3公演の模様を繋ぎ合わせた映像がリリースされた。
アルバム『ココロノオト』は2017年10月11日にレーベル・EVIL LINE RECORDSから発売され、通常盤のほか、楽曲のミュージック・ビデオなどを収めたBlu-ray Disc付きの初回限定盤A、ライブ公演「ココロノセンリツ 〜Feel a heartbeat〜 Vol.1」での音源が収録されたCDが付属する初回限定盤Bの計3形態がリリースされた。タワーレコードやAmazonなどをはじめとする販売店舗別での購入特典も設けられ、日本国内のCDショップ13店舗では購入者を対象とした抽選会も催された。その中には期間中ノートを展示し、有安に向けての寄せ書きを募る企画を実施した店舗もあった。アルバムが発売された直後には、限定盤Bで音源がリリースされたライブ公演「ココロノセンリツ 〜Feel a heartbeat〜 Vol.1」の中から、「心の旋律」のパフォーマンス映像が公開された。のちにこの「心の旋律」は制作者である武部聡志のコンピレーションアルバム『日本の音楽と、武部聡志。〜Happy 60〜』（2017年2月22日発売）にも収録されている。

## ミュージック・ビデオ
本アルバムの限定盤Aに付属したBlu-ray Discには「ヒカリの声」・「色えんぴつ」・「Catch up」の3作のミュージック・ビデオが収められた。楽曲「ヒカリの声」のビデオでは、ライブイベント「ココロノセンリツ 〜Feel a heartbeat〜 Vol.0」の模様を収めた映像作品でディレクションを担当した番場秀一を監督として起用した。このビデオは自分が主役にならないように、という有安のコンセプトのもとで制作され、街中やトンネルを舞台に鏡を用いて撮影された。このMVについてニュースサイト「音楽ナタリー」のインタビュアー・近藤隼人は「がんばっている人の背中を押すような内容」と指摘している。残りの2曲はともに映像作家である外山光男が手掛けたアニメーション映像となっている。このアニメーション映像は本作が発売される前に開催されたライブ公演「ココロノセンリツ 〜Feel a heartbeat〜 Vol.1」で映し出されている。

## チャート成績
アルバム『ココロノオト』は発売後、以下のような日本国内音楽チャートにランクインしている。まずオリコンの週間アルバムランキングでは同年10月第4週付のチャートで最高となる4位を記録した。オリコン・リサーチが提供しているデータベース「you大樹」によれば、初動の売上枚数は21,798枚と推定されている。その後11月第3週まで5週続けてランキング圏内となる上位300位以内を維持したが、翌週には圏外となった。しかし発売から3ヶ月以上経過した2018年1月第5週には46位に復帰し、その翌週にも160位を記録した。これと同時期にあたる2018年1月15日には、レコチョクが提供しているデイリーアルバムランキングにおいても圏外からのランクインを果たしている。レコチョク上でのチャート変動について、『デイリースポーツ』誌は有安が同日に芸能界からの引退を発表したことが影響したものとみている。最終的に、オリコンランキングでは計7週にわたりチャートインを果たし、27,763枚売り上げたと推定されている。一方で、Billboard JAPANの調査によれば、対象店舗でのセールスを計上した Top Albums Sales で同じく10月第4週に4位を記録し、初動で21,305枚を売り上げたとされている。売上枚数にダウンロード販売数などの指標が加味される Hot Albums でも同週付で4位にランクインしている。そのほか、TOWER RECORDSが提供するアルバム週間チャートでは2017年10月第2週付で第7位を獲得している。

## 受容および批評家らの反応
本アルバムは発売後、肯定的な支持を多く得ている。まず、音楽誌『ミュージック・マガジン』に掲載されたベスト・アルバム2017の「Jポップ/歌謡曲」部門では第6位に入選した。そして、音楽作品を販売するディスクユニオンが刊行した『いますぐ聴いてほしい2017年オールジャンル800』J-POP部門で本作が選出され、有安は「アイドルらしからぬアーティスト指向」を持っていると評された。本アルバムについて、音楽出版社が運営する音楽誌『CDJournal』ではポップな楽曲で構成され、有安の「爽やかな」歌声との調和が取れていると述べられている。また、激ロックエンタテイメントによる音楽情報サイト「Skream!」上で、ライターの吉羽さおりは有安以外の音楽家が手を加えた作品（特に小谷美紗子が書いた「裸」・Tokyo Recordingsに所属する小島裕規がアレンジを手掛けた「色えんぴつ」）に着目し、「挑戦的に[有安の]新しい一面を引き出している」と評した。同メディアはジャズあるいはファンクの要素が含まれるとし、アイドルグループのメンバーとしての一面とは違った「大人の表情や、ひとりの歌い手としての凛とした横顔を見せる内容」を本作で示しているとした。ほかにも、ニュースサイト「ORICON MUSIC」上で斉藤貴志はアルバムについて「音楽性の高い」内容と言及している。
収録曲それぞれについては以下のように言及されている。まず、ライターの斉藤は有安の手掛けた歌詞について触れ、特に楽曲「ハムスター」には「アイドルとしての影の葛藤」が、「ヒカリの声」には「アーティストとしての使命感」がそれぞれ表れているのではないか、と指摘している。音楽などに関連したニュースを取り扱うサイト「CINRA.NET」における対談記事では、ライターの黒田隆憲がアルバムから有安の人間性が読み取れると指摘し、作品「色えんぴつ」には後からももいろクローバーに加入した有安の心境が反映されているのでは、と述べた。2019年に実施された有安のライブ公演に関する「音楽ナタリー」のレポート記事では『ココロノオト』収録曲の音楽性について言及されている。まず「Catch up」は「疾走感あふれるピアノロック」と形容され、「色えんぴつ」は同じくピアノによって奏でられるバラードと位置づけられている。そして「遠吠え」・「愛されたくて」の2作品についてはバンド・アンサンブルによって構成されるジャズライクな作品と表現された。また「ヒカリの声」は「ポップな曲調」とされている。
一方で、作品について否定的な評価を与えたものもいた。週刊誌『SPA!』が運営する情報サイト「女子SPA!」において音楽批評家を名乗るライターの石黒隆之は、女性グループのフィフス・ハーモニーで有安同様に途中からソロ活動を始めたカミラ・カベロを引き合いに出し、彼女のアルバム『カミラ』と有安のアルバムを比較して「楽曲の耐用年数に著しく差がある」と述べ、『ココロノオト』は昨今の凡庸なJ-POPに埋もれてしまうような内容であると指摘した。特に「ヒカリの声」について「昭和50年代のニューミュージックに毛の生えた程度の楽曲構成やサウンド、若者特有の揺れる心情を歌った歌詞」と否定的なコメントを残している。

## アルバム収録曲
| #         | タイトル | 作詞                    | 作曲               | 編曲                 | 時間  |
| --------- | --- | ----------------------- | ------------------ | -------------------- | ----- |
| 1.        | 「心の旋律」 | 有安杏果                | 武部聡志           | 武部聡志             | 5:44  |
| 2.        | 「Catch up」 | 有安杏果・OSTER project | 有安杏果・KAMI     | OSTER project        | 4:11  |
| 3.        | 「ハムスター」 | 有安杏果                | 有安杏果           | Jin Nakamura         | 4:17  |
| 4.        | 「ペダル」 | 有安杏果                | 有安杏果           | 本間昭光             | 4:33  |
| 5.        | 「feel a heartbeat」 | 有安杏果                | 有安杏果・多保孝一 | Jin Nakamura         | 4:24  |
| 6.        | 「Another story」 | 有安杏果                | 宮崎誠             | 宮崎誠               | 4:10  |
| 7.        | 「Drive Drive」 | 川上洋平                | 川上洋平           | 横山裕章             | 4:10  |
| 8.        | 「裸」 | 小谷美紗子              | 小谷美紗子         | 小谷美紗子・村田陽一 | 4:45  |
| 9.        | 「愛されたくて」 | 渡和久                  | 渡和久             | 渡和久・武嶋聡       | 3:38  |
| 10.       | 「遠吠え」 | 渡和久                  | 渡和久             | 長谷川智樹           | 3:36  |
| 11.       | 「小さな勇気」 | 有安杏果                | 有安杏果           | 河野伸               | 6:59  |
| 12.       | 「TRAVEL FANTASISTA」 | 藤原聡                  | 藤原聡             | Official髭男dism     | 4:43  |
| 13.       | 「色えんぴつ」 | 有安杏果                | 有安杏果           | Yaffle               | 4:50  |
| 14.       | 「ヒカリの声」 | 有安杏果                | 有安杏果           | 鈴木 "DAICHI" 秀行   | 5:03  |
| 15.       | 「ありがとうのプレゼント（2017年7月20日「ココロノセンリツ 〜Feel a heartbeat〜 Vol.1」@東京国際フォーラム）＜Bonus Track＞」 | 有安杏果                | ENA☆               | 河合英嗣             | 6:31  |
| 合計時間: | 合計時間: | 合計時間:               | 合計時間:          | 合計時間:            | 71:42 |

| #  | タイトル                                     | 作詞 | 作曲・編曲 |
| -- | -------------------------------------------- | ---- | ---------- |
| 1. | 「ヒカリの声 (Music Video)」                 |      |            |
| 2. | 「色えんぴつ (Music Video)」                 |      |            |
| 3. | 「Catch up (Music Video)」                   |      |            |
| 4. | 「ヒカリの声（Music Video メイキング映像）」 |      |            |

| #   | タイトル                                             | 作詞 | 作曲・編曲 | 時間 |
| --- | ---------------------------------------------------- | ---- | ---------- | ---- |
| 1.  | 「ハムスター」                                       |      |            | 5:11 |
| 2.  | 「feel a heartbeat」                                 |      |            | 4:30 |
| 3.  | 「遠吠え」                                           |      |            | 3:36 |
| 4.  | 「教育」                                             |      |            | 3:29 |
| 5.  | 「Drive Drive」                                      |      |            | 4:30 |
| 6.  | 「ヒカリの声」                                       |      |            | 4:58 |
| 7.  | 「色えんぴつ」                                       |      |            | 4:50 |
| 8.  | 「裸」                                               |      |            | 4:45 |
| 9.  | 「小さな勇気」                                       |      |            | 7:28 |
| 10. | 「ペダル」                                           |      |            | 5:42 |
| 11. | 「TRAVEL FANTASISTA」                                |      |            | 4:42 |
| 12. | 「Catch up」                                         |      |            | 4:11 |
| 13. | 「愛されたくて」                                     |      |            | 5:19 |
| 14. | 「Another story」                                    |      |            | 4:16 |
| 15. | 「心の旋律」                                         |      |            | 7:22 |
| 16. | 「feel a heartbeat (W Encore ver.) ＜Bonus Track＞」 |      |            | 3:05 |

## ライブ・イベント
アルバムの発売後にはソロでのライブ公演が2度開催された。まず、アルバム発売日の翌々日である10月13日には宮城県の仙台サンプラザホールにて「ココロノセンリツ 〜feel a heartbeat〜 Vol.1.3」と題してライブ・イベントが催された。仙台が開催場所として選ばれた背景には前述のチャリティーソングである「小さな勇気」を被災地で披露したいという有安の思いがあった。その翌週には東京都の日本武道館でソロ公演「ココロノセンリツ 〜feel a heartbeat〜 Vol.1.5」を実施し、有安は9,426人の観客を集めた。本公演はレコ発ライブという位置づけで、『ココロノオト』に収録された楽曲群に加え、浜野謙太が手掛けた有安のソロ楽曲「教育」、そして「First Love」・「Choo Choo TRAIN」のカバーを含めてのべ20曲のライブ・パフォーマンスがなされた。「Choo Choo TRAIN」は11年前の有安がまだ小さかった頃EXILEのバックダンサーとして同じ日本武道館でパフォーマンスを行った楽曲で、イベント「ココロノセンリツ」では子供のダンサーらをバックに歌い上げた。ライブ公演中、有安は歌唱のほかにもキーボードやドラム、エレキギター、アコースティック・ギターの生演奏を披露している。
この日本武道館での公演は『ココロノセンリツ 〜feel a heartbeat〜 Vol.1.5 LIVE』というタイトルで映像作品化され、Blu-ray / DVD媒体で2018年3月28日に発売された。この映像作品には過去のライブ・イベントでの映像やメイキングなども収められ、初回限定盤も制作された。本作の発売前にはダブル・アンコール中に披露された「feel a heartbeat」と公演のダイジェスト映像がYouTube上で公開された。映像作品のジャケットイラストは外山光男によって制作された。
本映像作品が発売された後、オリコンの集計によれば2018年4月第2週付けのミュージックBlu-rayランキングで4位、ミュージックDVDランキングで19位をそれぞれ記録し、これらが最高順位となっている。